# Fibromialgia
Fibromialgia – zespół chorobowy charakteryzujący się uogólnionym bólem w układzie ruchu z występowaniem charakterystycznych punktów, rozmieszczonych symetrycznie (tzw. punktów tkliwych), wrażliwych na ucisk, któremu towarzyszy uczucie przewlekłego zmęczenia, wrażenie sztywności oraz sen niepowodujący poczucia odpoczynku.
Termin fibromialgia został po raz pierwszy użyty w medycynie w 1976, natomiast w 1990 Amerykańskie Kolegium Reumatologiczne podało kryteria klasyfikacyjne tej jednostki chorobowej. Uważa się, że na fibromialgię cierpi około 4% populacji, częściej chorują kobiety i częstość występowania zwiększa się wraz z wiekiem (około 8% kobiet po 70. roku życia).

## Rozpoznanie
Wspomniane powyżej kryteria Amerykańskiego Towarzystwa Reumatologicznego pozwalają na rozpoznanie fibromialgii, jeśli oba poniżej podane kryteria są spełnione oraz ból utrzymuje się co najmniej od 3 miesięcy.
- W wywiadzie chory zgłasza uogólniony ból. Ból ma charakter uogólniony, jeśli spełnione są wszystkie poniższe warunki:
  - ból lewej połowy ciała
  - ból prawej połowy ciała
  - ból powyżej pasa
  - ból poniżej pasa
  - ból w okolicy szkieletu osiowego
    - ból kręgosłupa szyjnego lub
    - ból przedniej części klatki piersiowej lub
    - ból kręgosłupa piersiowego lub
    - ból kręgosłupa lędźwiowo-krzyżowego

- Ból przy ucisku przynajmniej 11 z podanych poniżej 18 punktów spustowych. Ucisk powinien być wywierany z siłą około 4 kilogramów.
  - potylica obustronnie w miejscu przyczepów mięśnia podpotylicznego
  - dolna część kręgosłupa szyjnego, obustronnie na przedniej powierzchni przestrzeni między wyrostkami poprzecznymi kręgów C5 - C7
  - mięsień czworoboczny obustronnie w punkcie środkowym górnej jego krawędzi
  - mięsień nadgrzebieniowy obustronnie, w części początkowej powyżej grzebienia łopatki
  - drugie żebro obustronnie, przy przyczepie chrząstki żebrowej na powierzchni górnej
  - nadkłykieć boczny kości ramiennej obustronnie, 2 cm obwodowo od nadkłykcia
  - pośladek obustronnie, w górnym zewnętrznym kwadrancie na przednim fałdzie mięśnia
  - kolano obustronnie, na przyśrodkowej częścią ciała tłuszczowego podrzepkowego proksymalnie od szpary stawu

Prowadzone są badania nad diagnozowaniem fibromialgii na podstawie badań krwi.

## Przyczyny
Nie ma jednoznacznych teorii określających przyczynę tej choroby. U chorych na fibromialgię stwierdzono zaburzenia czwartej fazy snu (NREM – bez szybkich ruchów gałek ocznych). W EEG stwierdzono nakładanie się wielu powtarzających się fal α, co jest jednak również spotykane u osób wyczerpanych emocjonalnie lub z zespołem bezdechu sennego.
Stwierdzono również w płynie mózgowo-rdzeniowym małe stężenie serotoniny, jednak leki wpływające na jej stężenie nie przynoszą efektu w leczeniu fibromialgii.
Stwierdza się także zmniejszenie stężenia somatomedyny C (mediator działania hormonu wzrostu) oraz podwyższenie stężenia substancji P, która będąc neuroprzekaźnikiem może odpowiadać za przekazywanie bodźców bólowych.
U wielu chorych występują objawy spełniające rozpoznanie zaburzeń psychicznych, w tym lęk, hipochondria, depresja, jednakże fibromialgia występuje również u ludzi bez jakichkolwiek zaburzeń psychicznych.

## Przebieg choroby
Choroba ma niekorzystne rokowanie: mimo leczenia objawy u większości chorych się utrzymują, a tylko około 25% z nich osiąga remisję. Według danych amerykańskich od 10% do 25% pacjentów jest niezdolnych do wykonywania jakiejkolwiek pracy, u kolejnych konieczna jest zmiana charakteru pracy. Ponieważ niektórzy lekarze oraz towarzystwa ubezpieczeniowe podają w wątpliwość występowanie tej choroby, chorzy niejednokrotnie mają problemy z uzyskaniem orzeczenia o niepełnosprawności.

## Leczenie
Niesteroidowe leki przeciwzapalne i kortykosteroidy nie przynoszą istotnej poprawy, jedynie w małym stopniu zmniejszają objawy tej choroby. Czasowe złagodzenie dolegliwości mogą spowodować miejscowe wstrzyknięcia lidokainy, fizykoterapia (zwłaszcza ciepłolecznictwo). Poprawę mogą także spowodować leki antydepresyjne, w tym amitryptylina, doksepina; ostatnio bada się efektywność nowatorskiej terapii LDN (gdzie używa się małych dawek naltreksonu w celu podwyższenia poziomu endorfin dla celów leczniczych) w fibromialgii. Ważna jest psychoterapia oraz pomoc psychologa.
Ostatnie doniesienia niemieckich naukowców pokazują, że terapia metodą REST (m.in. przez pobyt w kabinie deprywacyjnej) przynosi trwałe efekty, w postaci przywrócenia fazy REM podczas snu, dzięki czemu pacjenci mogą budzić się wypoczęci.
Wiele osób wskazuje również na korzyści wynikające z palenia konopi indyjskich w postaci łagodzenia większości objawów choroby, czego jednak nie potwierdzają badania naukowe.